# Ptychosperma gracile
Ptychosperma gracile là loài thực vật có hoa thuộc họ Arecaceae. Loài này được Labill. miêu tả khoa học đầu tiên năm 1808.